# Agnelo de Ravena

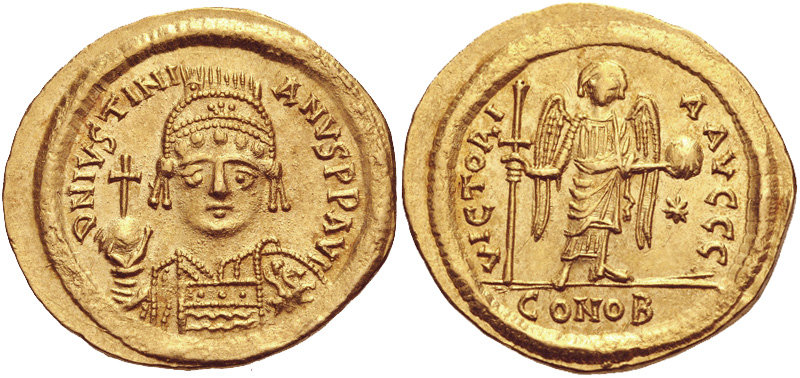
Soldo de Justiniano r.

Agnelo (em latim: Agnellus; 487 - 1 de agosto de 570) foi um bispo de Ravena, na Prefeitura pretoriana da Itália, de 557 até sua morte. A principal fonte sobre ele é o Livro Pontifício da Igreja de Ravena (Liber Pontificalis Ecclesiae Ravennatis) do autor medieval André Agnelo.

## Vida
Agnelo nasceu provavelmente em 487, com base em estimativas feitas através do ano de sua morte. Ele aparentemente pertencia a uma família de italianos nobres, pois é registrando ostentando grande riqueza. Ele casou-se e teve uma filha. A morte de sua esposa motivou-o a tornar-se um sacerdote, tendo então se consagrado um diácono por Eclésio de Ravena (r. 521–532).
Agnelo tornar-se-ia bispo de Ravena em 557, três anos após a guerra de reconquista conquista do Reino Ostrogótico pelos generais bizantinos do imperador Justiniano (r. 527–565). Ele permaneceria exercendo função por 13 anos, quando faleceria em 1 de agosto de 570, alegadamente com 83 anos. Uma neta sua tornar-se-ia herdeira de sua propriedade.